# Extraños en tu casa
Extraños en tu casa es el quinto álbum del músico y escritor uruguayo Leo Maslíah. Fue editado por La Batuta en 1985.

## Historia
De acuerdo a Raúl Caplán en “Leo Maslíah o el desencanto popular” en Extraños en tu casa (así como en el precedente Canciones & negocios de otra índole), el desencanto de los discos grabados en dictadura se relativiza, abriendo la posibilidad de un encantamiento del mundo. En este sentido, “La deuda externa”, canción que abre el disco, plantea pagar la deuda externa con patrimonio cultural.
Caplán también apunta que, Maslíah, en “El faquir”, aborda el tema de la pérdida de la solidaridad, porque en este caso, la insensibilidad se traslada hacia el sufrimiento de los demás, y que en “Regreso a la normalidad”, que cierra el álbum, ironiza sobre la idea de que la dictadura fue un paréntesis superado sin secuelas.
"La deuda externa" y "Sonata del perro de Mozart" son consideradas canciones clásicas del repertorio de Maslíah, y esta última, de acuerdo a una reseña escrita en el diario Página 12, polarizaba al público montevideano.
En 1985 el sello La Batuta editó el álbum en vinilo y en casete. En 1987 el sello Ayuí lo reeditó en casete, y en 2007 en formato CD junto con Canciones y negocios de otra índole.

## Recepción
En 2020, los periodistas Belén Fourmet y Rodrigo Guerra del diario El País produjeron una lista de los "50 mejores discos de la música uruguaya", con la participación de 120 personas vinculadas al tema. Extraños en tu casa ocupó el número 49 y en la reseña del disco escribieron: "El quinto disco de Leo Maslíah es un deleite de melodías y textos de un humor tan crítico como costumbrista".

## Lista de canciones
Autor de todos los temas: Leo Maslíah.
Lado A
1. La deuda externa
2. El faquir
3. Extraños en el día
4. Canción capilar
5. Estación
6. Sonata del perro de Mozart

Lado B
1. La leyenda de la metamorfosis perpetua del príncipe ogro
2. La locura de Gutiérrez
3. El año que viene mi amor
4. El recital
5. Cuenta regresiva de la Nochebuena también aplicable al 31 de diciembre
6. Regreso a la normalidad

## Ficha técnica
Arreglos de Leo Maslíah, salvo las percusiones de "La deuda externa", confeccionadas por Hugo Jasa.
Leo Maslíah: Voz, guitarra, piano, sintetizador, supuesto string performer, tontón macoute, microorganito, violín tres cuartos - bicorde, tontones.
Hugo Jasa: Batería y palitos en A1.
Mariana Ingold: Voz en A3, A5, voces en B5.
Jorge Lazaroff: Voz en A3.
Tomás Blezio: Voz en B2 y B5.
Mariana Berta: Oboes en B2.
Coro de estacionarios en A5: Gabriela Gómez, Adriana Bertelli, Adriana Espasandín, Guadalupe dos Santos, Pablo Espasandín, Enrique Scaroni, Blanca Martínez, Aixa Fernández, Luis Guillemette y Yamandú (Cacho) Mandracho (Cachandú).
Coro de plebeyos en B1: Gabriela Gómez, Ney Peraza, Adriana Bertelli, Javier Cabrera, Liese Lange, Julio Brum, Virginia Marki, Julio Ferro, Adriana Espasandín, Jorge Lazaroff, Guadalupe dos Santos, Enrique Scaroni, Mariana Ingold, Pablo Espasandín y Manuel Espasandín.
Carátula: Pilar González.
Fotografía: Carlos da Silveira.
Grabado en 1985 en el estudio La Batuta, Montevideo, Uruguay.